# Чернов, Николай Владимирович
Черно́в Никола́й Влади́мирович (19 декабря 1889 года, Российская империя — 11 апреля 1971 года, Москва, СССР) ― Советский учёный в области технологии кожи, основатель и первый директор (1930 г.) Московского института кожевенной промышленности (МИКП, позднее МТИЛП им А. Н. Косыгина). Доктор технических наук, профессор.

## Биография
Выпускник (1912 г.) естественного отделения императорского Московского университета.
В 1920 г. получил звание инженера-технолога, окончив химическое отделение МВТУ им. Н. Э. Баумана.
В 1928 г. Николай Владимирович организовал кожевенный факультет (с кожевенным и обувным отделениям в МХТИ им. Д. И. Менделеева. Директором на тот момент был профессор И. А. Тищенко).
Чернов Н. В. привлек к организации учебного процесса и научной работе на факультете видных технологов, таких как: М. П. Дукольского, Г. А. Арбузова, И. Г. Макарова, С. А. Павлова, И. И. Панюкова и др. Большинство из них составили профессорско-преподавательский костяк МИКП (МТИЛП)
Профессор Н. В. Чернов до выхода на пенсию в 1964 году в течение 34 лет руководил ведущей в СССР кафедрой технологии кожи и меха МТИЛП. Подготовил более тысячи инженеров-технологов и несколько десятков специалистов высшей квалификации (5 докторов и 25 кандидатов наук).
Был председателем Научно-технического Совета ВСНХ по кожевенной промышленности.
Участник Съезда по нормализации кожевенной промышленности СССР (9-15 декабря 1929 г., Киев)
В 1938 г. защитил докторскую диссертацию «Учение о качестве кожи».
В 1938-1943 гг. возглавлял кафедру товароведения промышленных товаров МИНХ им. Г. В. Плеханова.